# Lualaba

Sông Lualaba, màu đỏ

Lualaba là đầu nguồn sông lớn nhất của sông Congo theo thể tích nước. Tuy nhiên, về chiều dài thì sông Chambeshi là đầu nguồn sông xa nhất. Lualaba có chiều dài 1800 km, chảy từ gần Musofi tại vùng lân cận Lubumbashi tại tỉnh Katanga. Toàn bộ chiều dài dòng chảy của sông nằm trong lãnh thổ Cộng hòa Dân chủ Congo. Sông bắt nguồn từ độ cao 1400 m trên mực nước biển và chảy về phía bắc đến Kisangani, bơi sông Congo chính thức bắt đầu. Nguồn của sông Lualaba River nằm trên cao nguyên Katanga; sông sau đó xuôi xuống cao nguyên Manika, các thác ghềnh đánh dấu mỗi lần thay đổi độ cao. Khi sông xuống vùng lõm Kamalondo (457 m trong 72 km), người ta đã khai thác tiềm năng này để xây dựng một công trình thủy điện với đập Nzilo gần thác Nzilo. Tại Bukama, các tàu thuyền bắt đầu có khả năng thông hành trên sông trong khoảng 640 km qua một loạt đầm lầy (bao gồm hồ Upemba và hồ Kisale).
Sông Luvua hợp vào Lualaba từ phía đông, đối diện với Ankoro. Một số nhà địa lý gọi dòng chảy phía dưới hạ lưu từ điểm này là "Thượng Congo".
Bên dưới Kongola, tàu bè lại một lần nữa không thể đi lại trên sông do dòng chảy của nó đi vào một hẻm núi hẹp mang tên Portes d'Enfer. Giữa Kasongo và Kibombo, tàu bè có thể đi lại trong khoảng 100 km, trước khi các ghềnh chấm dứt việc này tại Kindu-Port-Empain. Phần cuối của con sông được đánh dấu với thác Boyoma, gồm bảy thác nước lớn trong khoảng 100 km giữa Ubundu và Kisangani.
Lualaba được coi như là ranh giới phía bắc và phía tây của vườn quốc gia Upemba tại Cộng hòa Dân chủ Congo.
Lualaba đã từng được cho là có khả năng là nguồn của sông Nin, cho đến khi Henry Morton Stanley tiến hành một hành trình xuôi dòng và đã chứng minh rằng sông thoát nước ra Đại Tây Dương. Thống đốc thực dân Pháp Pierre Savorgnan de Brazza cũng đã khám phá Lualaba.

## Chi lưu
Các chi lưu lớn nhất của Lualaba là:
- Sông Ulindi
- Sông Luama
- Sông Lukuga, thoát nước từ hồ Tanganyika
- Sông Lufira
- Sông Lubudi
- Sông Luvua
- Sông Elila